# Archivo Real y General de Navarra
El Archivo Real y General de Navarra (en euskera: Nafarroako Errege Artxibo Nagusia), también conocido como Archivo General de Navarra (AGN) y que tiene su sede en el antiguo Palacio de los Reyes, en Pamplona (Navarra), se define como:

«El archivo de las instituciones de gobierno y administración del reino de Navarra hasta 1836 y de la provincia de Navarra desde esta fecha hasta 1982, así como el archivo histórico de la Administración de la Comunidad Foral de Navarra.»
Félix Segura Urra, director. 2016.

## Origen como institución
Tiene su origen en el contexto de la primera guerra carlista y con el restablecimiento de la Constitución de Cádiz. Se materializó en una Real Orden de 1836 que solicita a la Diputación del Reino la gestión del Archivo de la Cámara de Comptos, institución suprimida ese año al transformarse Navarra de reino a provincia. La diputación, que «ya poseía el archivo del Reino» y el de las Cortes, se convierte en diputación provincial haciéndose cargo de todos los archivos. Así pues, la fecha de 1836 es «el año fundacional de la institución.»

### Clasificación o categorización singular
Su amalgama de fondos actuales hace complejo asimilarlo a otros archivos históricos españoles, como el Archivo General de Simancas, Archivo General de Indias o Archivo General de la Corona de Aragón, al compartir también «importantes similitudes con los “archivos de reino”» y al custodiar igualmente «fondos comunes a los “archivos histórico provinciales” o incluso a los “archivos de diputación”». Para empezar porque, a diferencia del resto de archivos estatales, la mayoría de los contenidos de su archivo son de titularidad foral. Como “archivo de reino” difiere de otros en su contenido por la naturaleza institucional propia que siguió a la incorporación a Castilla, manteniendo el carácter de «reino separado con derecho, instituciones y Cortes propias, y con un Consejo Real concebido como órgano supremo». Además su “archivo de diputación” también difiere del resto porque aun naciendo en 1836 y siguiendo una trayectoria posterior análoga, conserva todo ese legado anterior del reino que remarca tal diferencia.

## Denominación
Desde bien entrado el siglo XX se implantó la denominación de Archivo Real y General de Navarra, estando incluso actualmente establecido oficialmente así.
En el siglo XIX era normal verlo referido como Archivo Provincial, Archivo de Comptos o Archivo del Reino. Durante el siglo XX, popularmente se asentó la denominación de Archivo General de Navarra (de donde se explican el acrónimo habitual de AGN), que sigue usándose en bastante bibliografía, y, por último, también sencillamente Archivo de Navarra como figura en el dintel de su actual acceso.

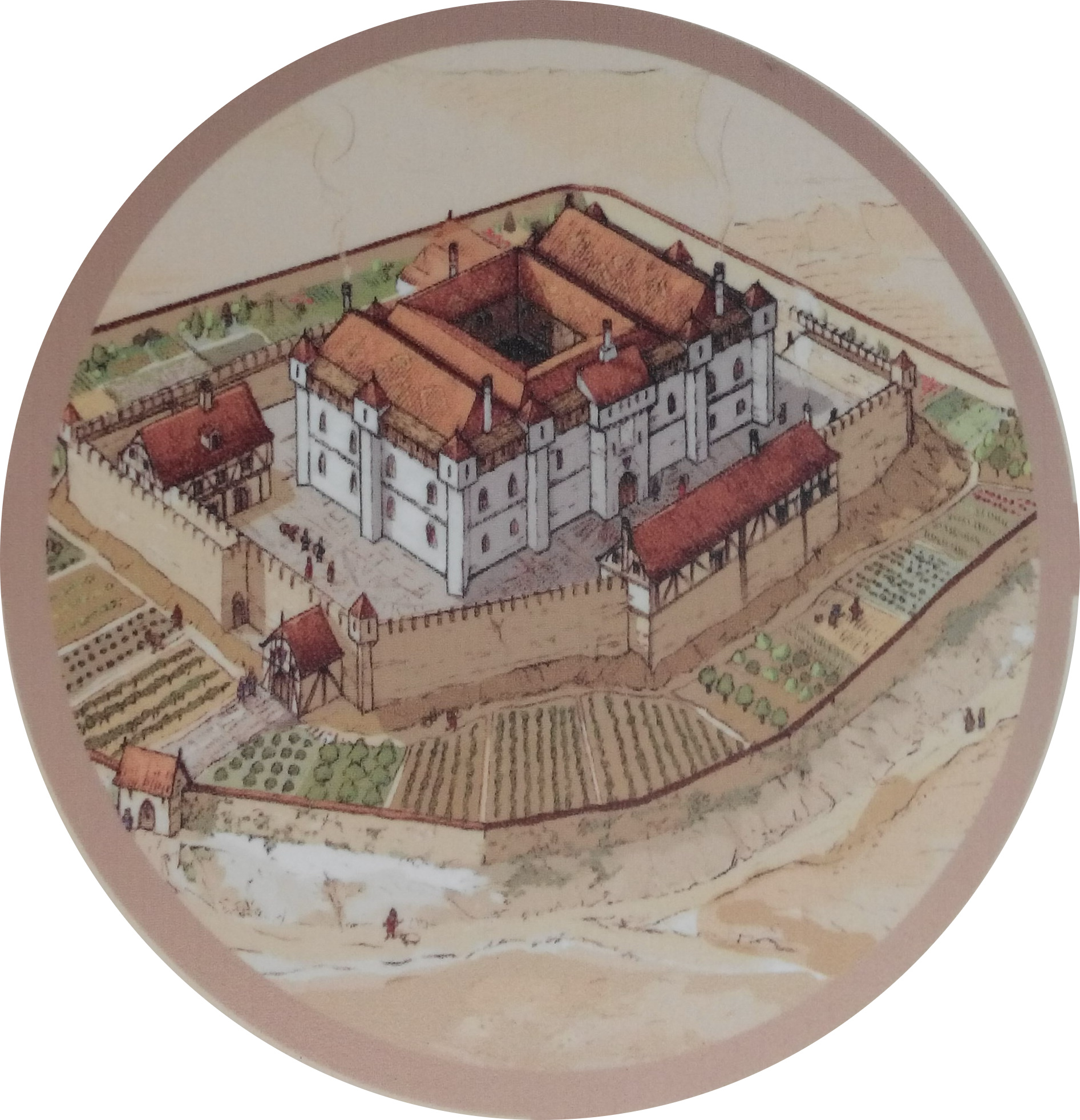
Recreación del Castillo de Tiebas

## Origen de sus fondos históricos

### Archivo Real y Archivo de Comptos Reales
Actualmente, dentro del AGN, dentro de los fondos documentales ahí conservados destaca la sección de Comptos «por su antigüedad y riqueza documental». Son fondos procedentes de la Cámara de Comptos Reales pero también del Archivo Real que en algún momento indeterminado fueron incluidos con los primeros. De estos segundos fondos, los últimos reyes privativos, Catalina I de Foix y Juan III de Albret «se llevaron consigo en 1512, a punto de producirse la conquista de Navarra por Fernando el Católico». Estos fondos recalaron, primeramente, en el archivo del castillo de Pau, formando actualmente parte de la serie E de los Archivos Departamentales de los Pirineos Atlánticos.

#### Archivo Real
José María Lacarra, en la introducción al tomo I del Catálogo del Archivo General Sección Comptos apunta:

«De la organización archivística de los monarcas navarros antes de la unión con Aragón (1076), no sabemos nada. Se ha supuesto que los reyes guardarían sus escrituras en alguno de los grandes monasterios del reino como sabemos lo hacían los reyes de Aragón en el siglo XIII pero es raro que estos monasterios conserven su propia documentación desde época muy remota y hayan perdido totalmente la que custodiaran de los reyes».
 José María Lacarra, 1952.

Durante los siglos XII y XIII, los reyes tenía costumbre de viajar llevando consigo los archivos —el archivo vivo— acompañados de oficiales encargados de ello. Solían expedir documentos reales en lugares diferentes por lo que la cancillería real era parte de la comitiva de viaje.
Entre los fondos procedentes del Archivo Real, conservados junto con el Archivo de Comptos, no se existen documentos originales anteriores al siglo XII y «no es de creer que los reyes fuesen menos cuidadosos que las iglesias o monasterios por la conservación de sus documentos.»
Se conoce «que al morir Sancho el Fuerte el año 1234, el archivo principal —tal vez el único— estaba en el castillo de Tudela.» Con los reyes sucesores, Teobaldo I y Teobaldo II, «los fondos se llevaron a los castillos de Estella y Tiebas».

#### Archivo de Comptos Reales
En contraste con el resto de reinos de la península ibérica, la Cámara de Comptos de Navarra es una institución singular en gran medida, aunque existieran otros Tribunales de Cuentas análogos. Pero este contraste languidece respecto a Francia donde se pueden encontrar noticia de la existencia de cámaras de comptos por todo su territorio. 
La llegada de la Casa de Champaña implicó la necesidad de conocer el reino y se elaboró el llamado Cartulario de Teobaldo. Y de nuevo, según informa Esteban de Garibay, el castillo de Tiebas tras las guerra de la Navarrería en 1276 vuelve a ejercer funciones «durante largos años» de «Cámara de Comptos y Archivo del Reyno». En los Anales del Reino de Navarra, Francisco de Alesón focaliza en el rey Felipe IV de Francia el origen de la determinación de poner en el castillo de Tiebas «como lugar tan decente y seguro, las escrituras más considerables de la Cámara de Comptos y del Archivo del Reino.» Pero, como apunta el historiador Juan José Martinena, que fuera director del AGN y haciéndose eco de lo ya apuntado por Lacarra, a esta «tradición historiográfica» que presenta a Tiebas como «depósito único» hay que añadir otros dos emplazamientos donde también hay noticias de su uso con tal propósito: «uno en el castillo mayor de Estella y el otro en la torre de María Delgada, en la población de San Nicolás de Pamplona.»
Sin embargo, de forma permanente, será Carlos II de Navarra, el 18 de febrero de 1365, quien establezca las ordenanzas para la constitución este organismo, consolidando este modelo de gestión perfectamente asentado bajo el mando de los tesoreros reales. Estas ordenanzas dotaba a este tribunal fiscalizador de las cuentas del reino de personal específico y de atribuciones claramente delimitadas.

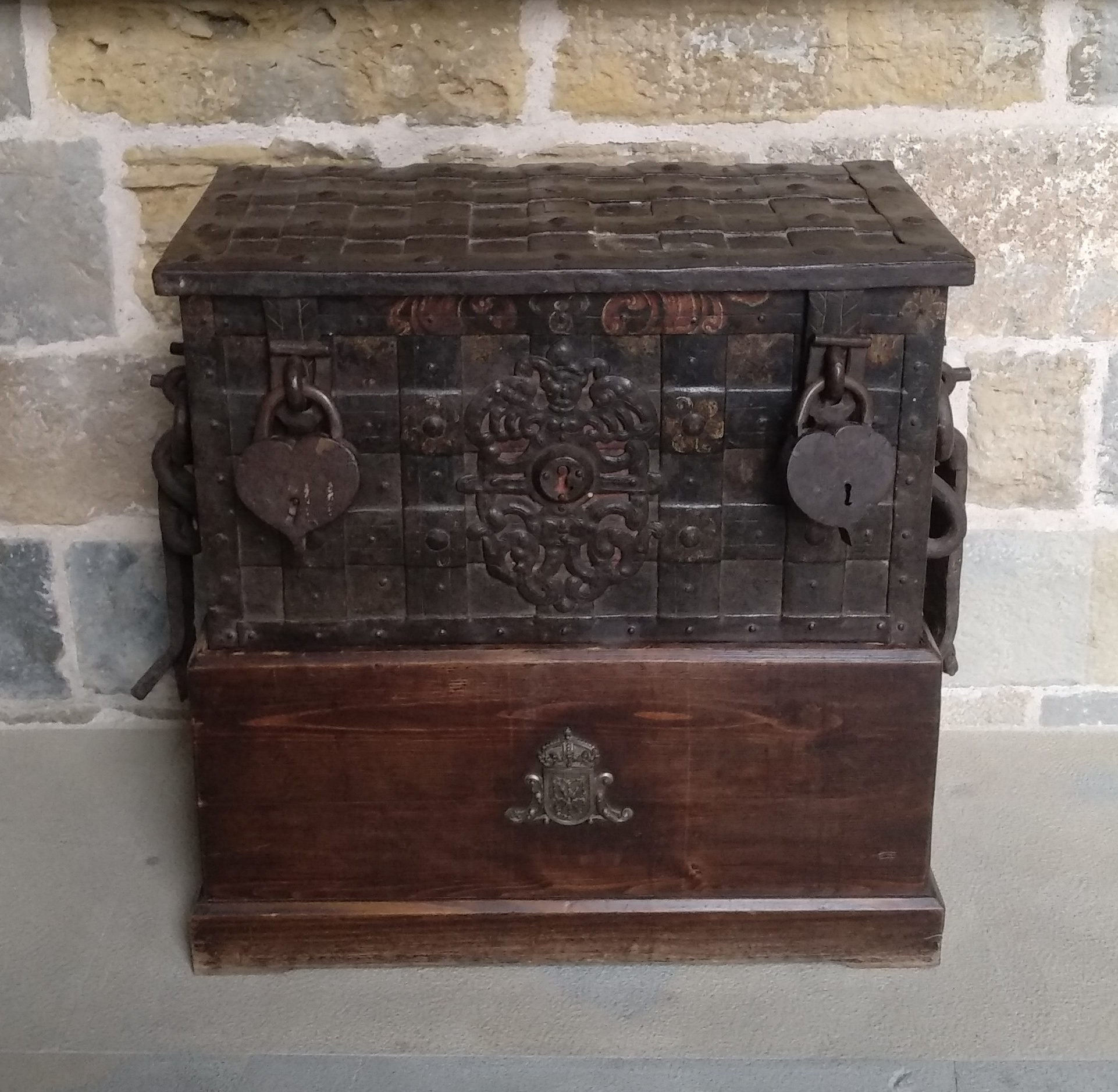
Arcones antiguos de hierro, con tres llaves, utilizados para preservar la documentación.

#### Primer inventario (1328)

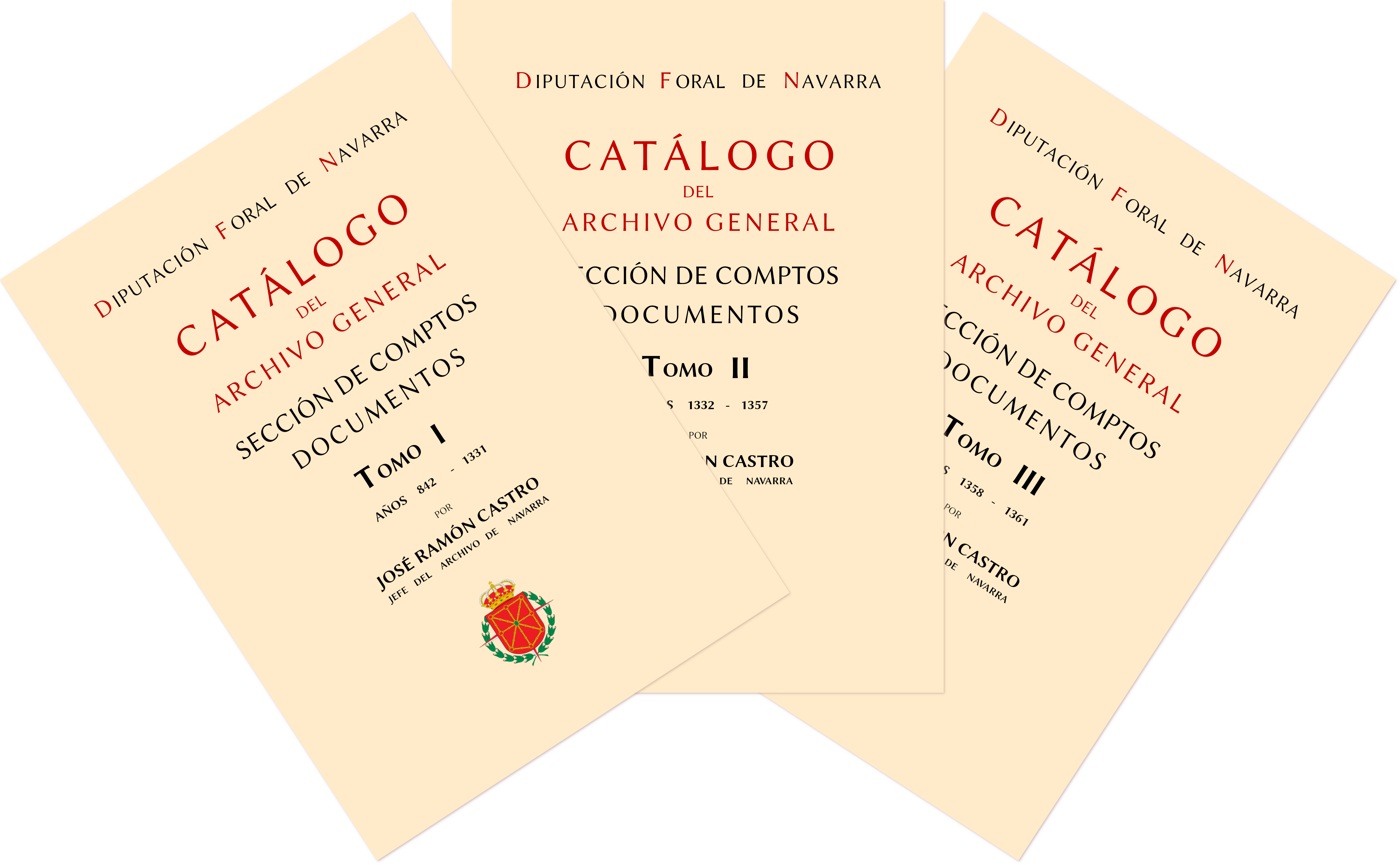
Los tres primeros tomos del Catálogo del Archivo General de Navarra. Sección de Comptos. Serie iniciada por José Ramón Castro, tomos I a XXXVI (años 842 a 1425), entre 1952-1964, y continuada por Florencio Idoate, tomos XXXVII-LII (1425-1780), entre 1965-1974, y Javier Baleztena.

Martín Pérez de Cáseda, siguiendo instrucciones de Felipe de Melún, canciller del rey Felipe III de Navarra, conde de Evreux, realiza en 1328 el primer inventario del archivo real (o cancillería) y de la tesorería de Navarra abarcando documentos desde Sancho el Fuerte (1194-1234) hasta 1309 pasando por la época de reinado de la Casa de Champaña (1234-1276) y de los primeros años de reinado de la dinastía Capeta (1276-1328). Este documento fue publicado en 1900 por el archivero Mariano Arigita Lasa.

Durante los siglos siguientes, con la creación de la Cámara de Comptos como tribunal permanente, en 1365, y sede en una casa de la antigua «rúa Mayor de la Navarrería» (actualmente calles Mercaderes y Curia) propicio la concentración en un depósito de la documentación propia de esta institución y de la cancillería real.

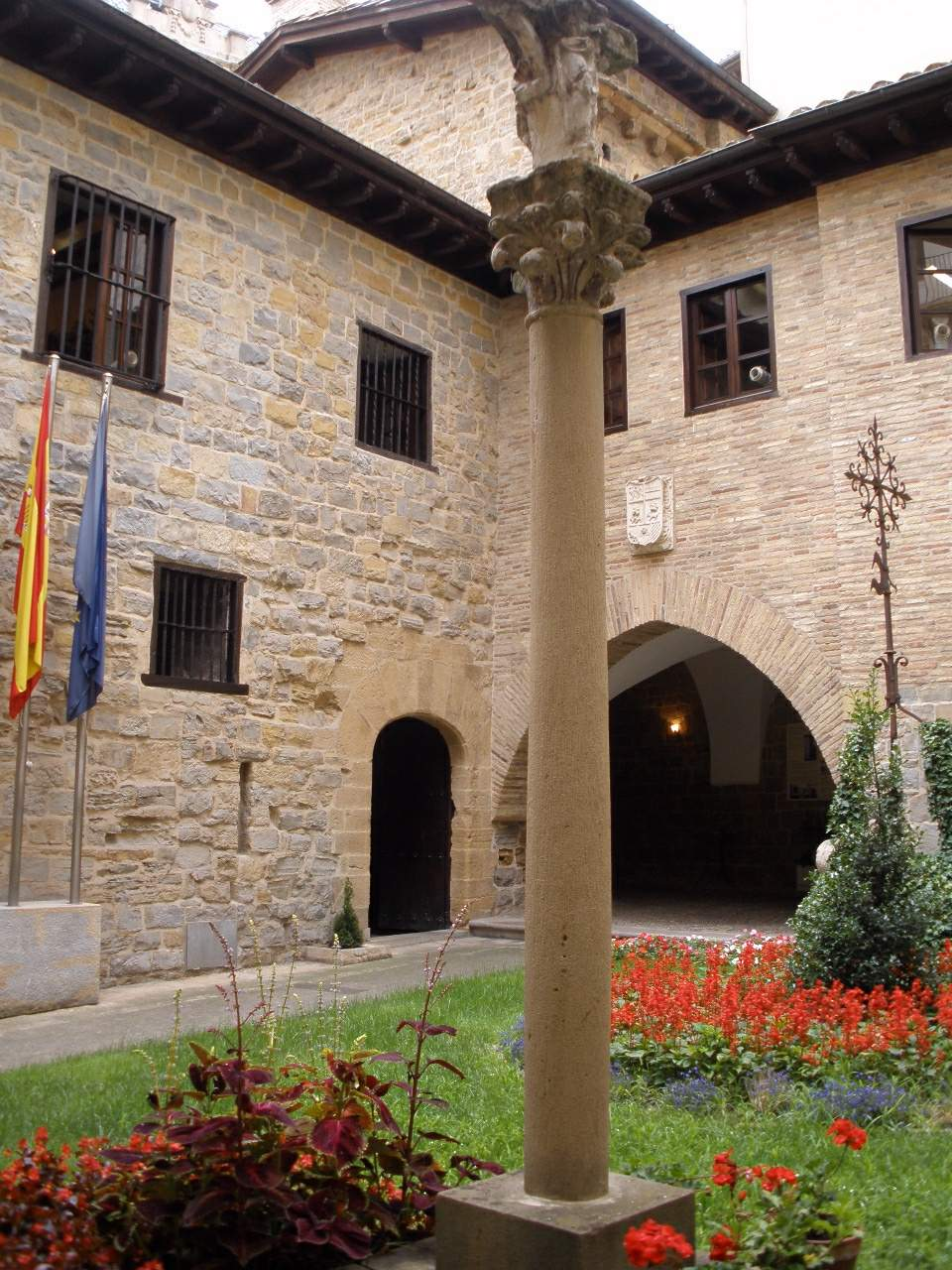
Cámara de Comptos, sede durante un tiempo del AGN.

«…Et por esto le aya conuenido fazer ciertas espensas et missiones en mudar, portar et carrear arcas et cofres, do eran los libros, comptos, priuilegios et mandamientos de nuestra dicha Thesorería de los tiempos passados, et fecho fazer comptadores por oyr los comptos de los dichos officiales ordinarios et extraordinarios.»

## El Archivo contemporáneo

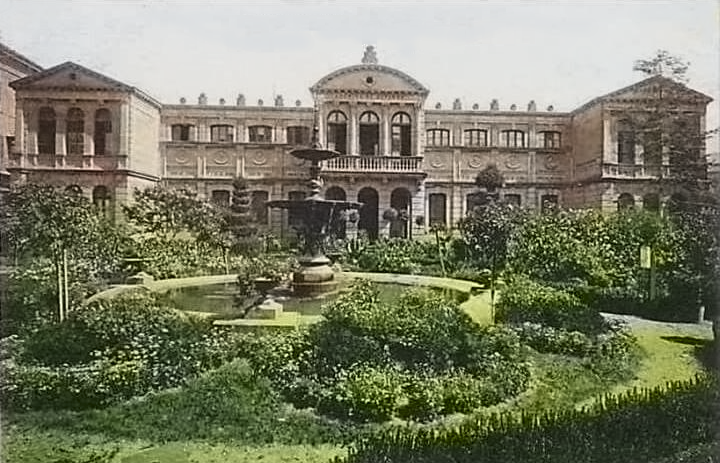
Instalaciones anteriores del Archivo de Navarra en un edificio construido ex-profeso a finales del.

### Evolución durante elsigloXIX
Fue nombrado archivero en 1841 José Yanguas y Miranda, por entonces secretario de Comptos. En 1852, al ocupar la Diputación el palacio neoclásico que es la actual sede del Gobierno de Navarra, el Archivo de Comptos hasta entonces en la sede de la calle Ansoleaga de Pamplona, se trasladado al nuevo edificio y se unifica con el Archivo del Reino, que guardaba la documentación de las antiguas Cortes y de la propia Diputación, y del que esta era titular.
Tras la muerte de Yanguas y Miranda en 1863, los sucesivos secretarios de la Diputación que, absortos en sus propias tareas administrativas, dejaron en su segundo plano de sus ocupaciones la gestión archivística. Así fue hasta que la creciente demanda de los investigadores llevó a la Diputación al nombrar un archivero en la persona del historiador Hermilio de Olóriz (director del Archivo Histórico, hoy Archivo General de Navarra), a fin de que se ocupase a tiempo parcial de las tareas de catalogación, conservación e inventario de los fondos.
A finales del siglo XIX se producen dos hechos que sirvieron para reafirmar la importancia del fondo documental que albergaba el Archivo General de Navarra. El primero fue la presencia, entre 1880 y 1895, de investigadores franceses que sacaron a luz la documentación medieval relevante para la historia de Francia. Antes, la había investigado el navarro Iturralde y Suit, y más tarde lo haría Arturo Campión. Este reconocimiento internacional del archivo coincidió en el tiempo con su traslado al edificio anejo al Palacio de Navarra y dotado de instalaciones archivísticas modélicas para su época. La obra del arquitecto Florencio de Ansoleaga, se realizó entre 1895 y 1898.

### ElsigloXXen el Palacio de Navarra
Durante todo el siglo XX, el Archivo General de Navarra estuvo en el edificio adyacente al Palacio de Navarra o Palacio de Diputación. Este edificio, desde 2003, está incluido en la estructura de funcionamiento del Gobierno de Navarra que lo ha rehabilitado para dotar de infraestructuras a los distintos departamentos administrativos necesarios para el ejercicio de su función.
En este período sigue creciendo al calor del devenir histórico, recibiendo entre 1929-1935 los fondos documentales de los Tribunales Reales de Navarra (Real Consejo y Corte), depositados hasta ese momento en la Audiencia Territorial, y los fondos del Clero, que estaban depositados hasta entonces en la Delegación de Hacienda Española en Navarra. En esos años ingresaron también los archivos del Hospital General de Navarra y de la Inclusa, instituciones que en 1932 cambiaron de sede y se trasladaron a la actual ubicación del Hospital de Navarra.
En 1931, el Gobierno de la República trata de implantar un archivo histórico provincial, al estilo de los existentes en el resto del país, salvándose la situación « en parte gracias al nuevo edificio que había sido inaugurado varios años antes, en 1898, una suntuosa sede concebida como mausoleo erigido para la exaltación de la historia patria». Estábamos ante el «único gran archivo español» que no dependía del estado español.
En 1948, la Diputación Foral aprueba el Reglamento del funcionamiento del Archivo. La razón de esta actuación, fuera de los reglamentos estatales que aplicaciones a sus archivos de reino y diputación respectivos reside en la titularidad foral de los fondos como ya se ha comentado anteriormente. Entre 1949-1959, ingresan en el Archivo los libros de Contaduría de Hipotecas, conservados hasta entonces en los registros de la propiedad de los distritos notariales de Navarra.
En 1950, se abre al público la nueva sala de investigadores. En 1954, comienzan a funcionar los laboratorios de restauración documental.
En 1973, el archivo es elevado al rango de dirección en una situación que dura hasta 1981 en que el Archivo Real y General de Navarra se adscribe a la Dirección General de Cultura/Institución Príncipe de Viana del Gobierno de Navarra, en el marco de la reforma administrativa acometida por el primer gobierno democrático tras la aprobación de la Constitución española de 1978 y el Amejoramiento del Fuero (aprobado en agosto de 1982).

### En la actualidad
En actual edificio fue restaurado por el arquitecto tudelano Rafael Moneo en el año 2003. Ese año los Reyes de España, Juan Carlos I y Sofía de Grecia inauguran la nueva sede levantada sobre el antiguo Palacio de los Reyes de Navarra, después Capitanía General. Sus nuevas instalaciones alojan depósitos con capacidad de 40 000 metros lineales de documentos.
Este mismo año de 2003, el AGN queda adscrito a la Dirección General de Patrimonio Cultural del Departamento de Cultura y Turismo, como una sección del Servicio de Archivos y Patrimonio Documental.

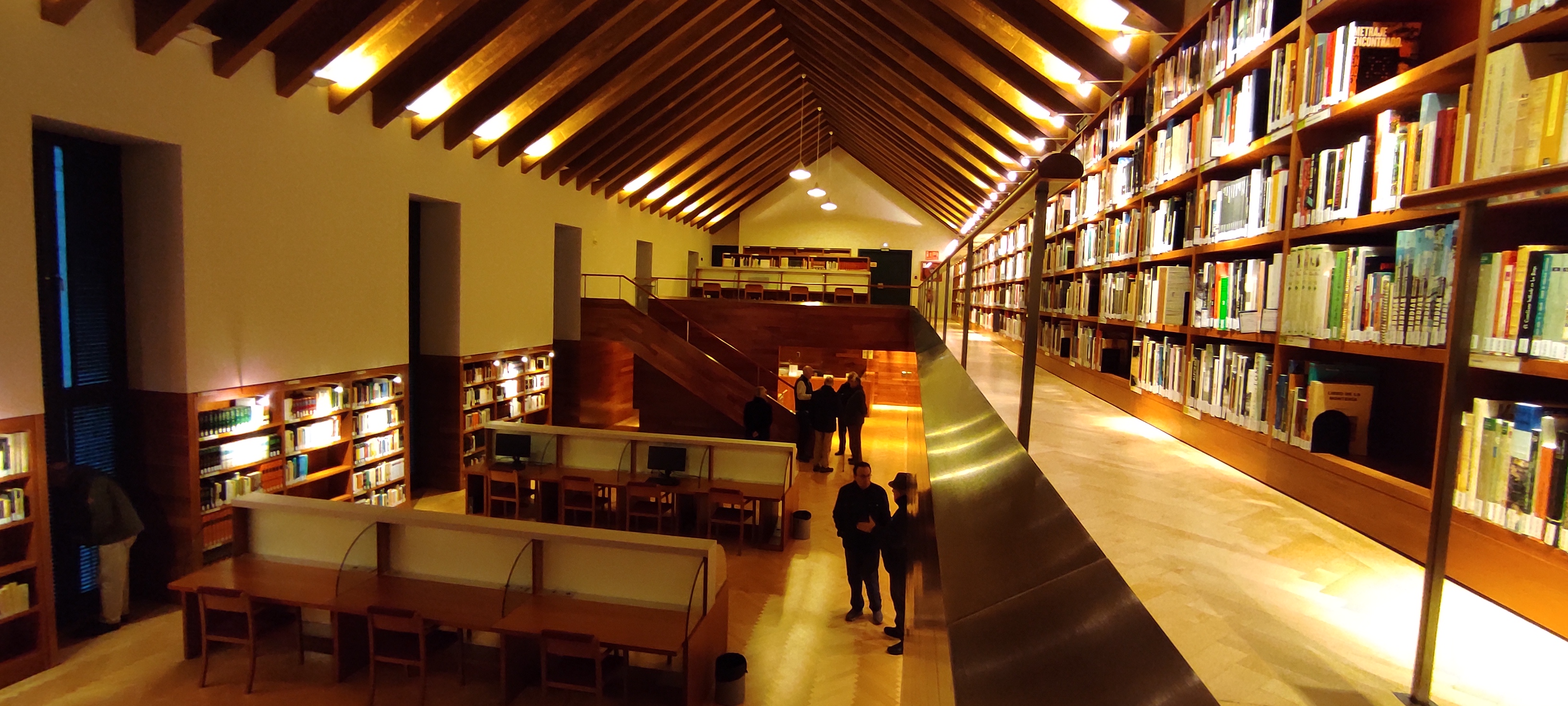
Vista de la sala de lectura de la biblioteca

## Biblioteca y hemeroteca
En sus instalaciones cuenta con una Biblioteca especializada formada por unos 3000 ejemplares antiguos a los que se añaden más de 13.000 publicaciones más recientes cuya temática principal se centra en Historia de Navarra, Genealogía, Heráldica y Archivística.
También custodia una Hemeroteca donde la parte más destacable es la colección de prensa histórica con ejemplares de finales del siglo XIX.
En la actualidad, tanto en la Biblioteca Navarra Digital como en la Biblioteca Virtual de Prensa Histórica, se ofrecen algunos de los contenidos del Fondo Antiguo.

## Archivo Abierto
Desde hace varios años, según avanzan las tareas de digitalización y clasificación, se dispone de un servicio de consulta de bastantes fondos documentales, incluida la Fototeca de Navarra además de secciones como Cartografía e Iconografía, Riqueza Territorial, Tribunales Reales, etc.

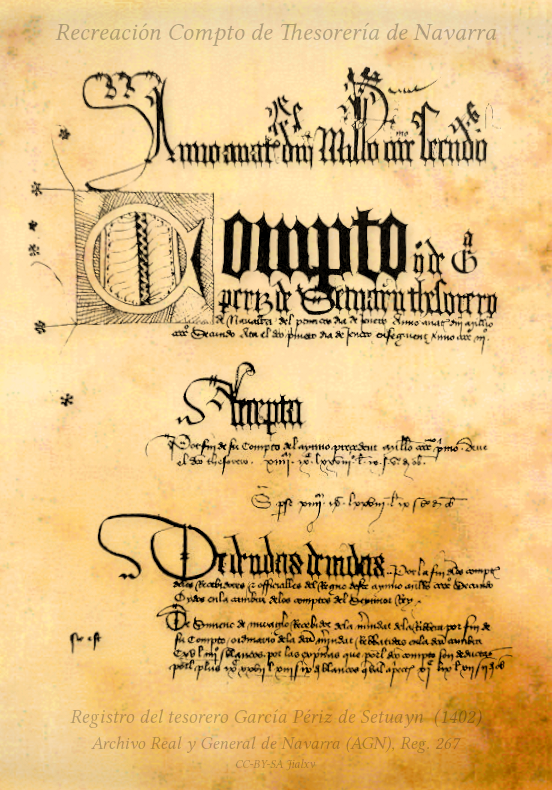
Uno de los numerosos ejemplos de comptos (cuentas) conservados el Archivo Real y General de Navarra es este decorado registro de tesorería de 1402 (AGN, Comptos Reg. 267) firmado por García Périz de Setuáin, tesorero de Navarra. La Cámara de Comptos de Navarra (tribunal de cuentas imitando el modelo francés), que venía funcionando desde varios años antes (quizá un siglo) pasó a ser un órgano desde el 18 de febrero de 1365.

## Responsables del AGN
Algunos de los archiveros que han estado al cargo del Archivo General de Navarra desde su creación son los siguientes:
| Archivero                  | Fechas    |
| -------------------------- | --------- |
| José Yanguas y Miranda     | 1830-1863 |
| Hermilio de Olóriz         | 1881-1897 |
| Mariano Arigita Lasa       | 1897-1902 |
| Hermilio de Olóriz         | 1902-1908 |
| Gervasio Etayo             | 1909-1913 |
| Carlos de Marichalar       | 1913-1920 |
| Jesús Etayo                | 1921-1927 |
| José María Huarte Jáuregui | 1927-1936 |
| José Zalba (en funciones)  | 1936-1942 |
| José Ramón Castro Álava    | 1942-1966 |
| Florencio Idoate Iragui    | 1967-1982 |
| Juan José Martinena Ruiz   | 1983-2010 |
| Félix Segura Urra          | 2010-     |

Sin embargo, hay varios más que han trabajado en distintos momentos en su organización, como:
- Bernardo Sanz y Joaquín de Narcué.
- Liciniano Sáez (1786-1789), haciendo una primera ordenación e indexación.
- Gregorio Moreno (1789-?) y Juan Lucas de Riezu, discípulos del anterior, siguieron sus directrices.

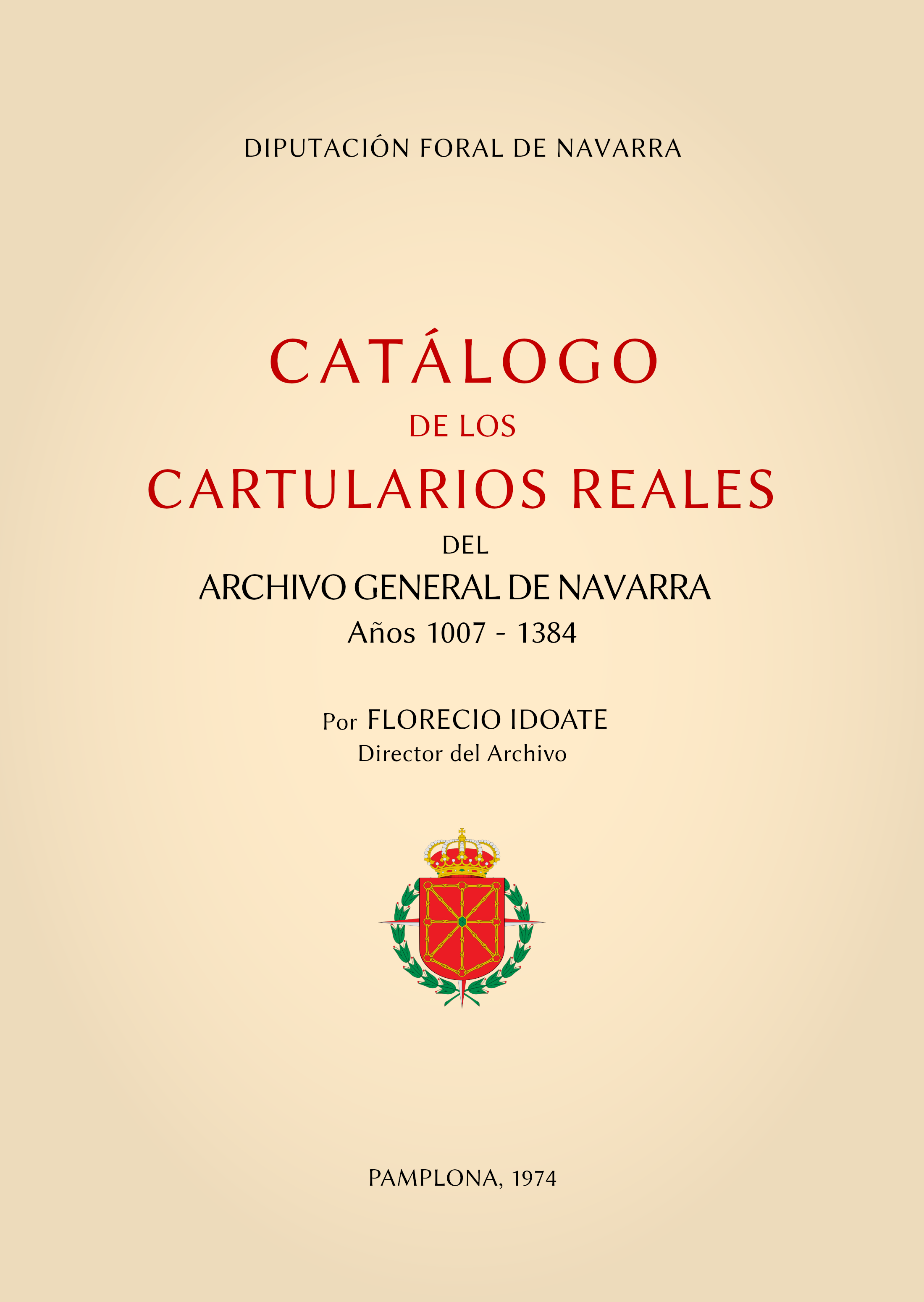
Portada del Catálogo de los Cartularios Reales del Archivo General de Navarra (recreada) de Florencio Idoate

## Composición
En 1987, el archivero de la Catedral de Pamplona, José Goñi Gaztambide, describía así la composición indicando que estaba constituido «por la incorporación de varios archivos totalmente independientes entre sí.» Los principales eran cuatro:
- Archivo de la Cámara de Comptos Reales.
- Archivo del Reino (Cortes y Diputación).
- Archivo del Real Consejo de Navarra.
- Archivos eclesiásticos.

La estructura y organización actualmente vigente, con 600 fondos y colecciones documentales conservadas en las nuevas instalaciones, se articula como sigue:
1. Fondos de la Administración del Reino. Que agrupa los tradicionales antes mencionados, y varios más:
  1. Cortes y Diputación del Reino.
  2. Cámara de Comptos de Navarra.
  3. Consejo Real de Navarra.
  4. Corte Mayor de Navarra.
  5. Virreinato y Capitanía General de Navarra.
  6. Alcalde del Mercado de Pamplona.
  7. Auditoría General de Guerra de Navarra y Alto Aragón.
  8. Auditoría General de la Gente de Guerra.
  9. Juez de Oficiales reales.
  10. Real Junta Gubernativa de Navarra.
  11. Tribunal de la Renta del Tabaco.
  12. Tribunal Superior de Justicia del Reino de Navarra y Provincias Vascongadas.
2. Fondos de la Administración Foral. Con fondos de las actuales instituciones.
3. Fondos de la Administración Local. Con fondos municipales de varias localidades navarras.
4. Fondos de la Administración Territorial del Estado. Con fondos de instituciones estatales con delegaciones en Navarra, civiles, judiciales y militares.
5. Fondos de la Administración Judicial. Con fondos de audiencias y juzgados de primera instancia de los diferentes partidos judiciales de Navarra, además de otras administraciones judiciales y electorales.
6. Fondos de Fe Pública. Con fondos notariales y registrales.
7. Fondos de corporaciones. Con fondos de cofradías, colegios profesionales y otras corporaciones.